# Klovningen, Svalbard
Klovningen är en ö i Nordvestøyane i Svalbard cirka 100 kilometer norr om Ny-Ålesund. Den ingår i Nordvest-Spitsbergen nationalpark.